# Bylanka (přítok Labe)
Bylanka (dříve též Hrbokovka) je jedním ze tří významných potoků a zároveň přítoků Labe odvodňujících nejsevernější svahy Železných hor. Délka toku činí 24,3 km. Plocha povodí měří 84,2 km².

## Průběh toku
Bylanka pramení severozápadně od vsi Hrbokov v systému lesních meliorací v blízkosti silnice II/341 vedoucí do Vápenného Podola. Tu nedaleko pod pramenem podtéká a stéká údolím V Peklinách na okraj vsi Holičky, kde se do něj zleva vlévá Cítkovský potok. Pod Holičkami opouští Železné hory a vtéká do Svitavské pahorkatiny. Protéká Morašice, Lány a cestou napájí několik rybníků mj. Prachovnu. V Bylanech, které daly potoku jméno, podtéká železniční trať Chrudim město - Heřmanův Městec a silnici I/17. Dále protéká Třibřichy a Dřenice, před kterými přijímá zprava Markovický potok a pod kterými opouští Svitavskou pahorkatinu a vtéká do Východolabské tabule. Za Třebosicemi přibírá zleva vody Dubanky a Mateřovského potoka a obtéká letiště Pardubice. Z důvodu prodlužování přistávací dráhy zde došlo k přeložení toku Bylanky více na západ a Bylanka zde díky tomu vytváří výrazný oblouk. Během něho je z ní část vody odvedena přepadem do kanálu Čivická svodnice a vtéká na území Pardubic konkrétně místní části Popkovice. Zde podtéká silnici I/2 a pokračuje do další z místních části Svítkova. V něm u stadionu Svítkov Stars podtéká železniční trať Kolín - Česká Třebová a o něco severněji se zleva vlévá do Labe.

### Přítoky
- Cítkovský potok
- Markovický potok
- Dubanka
- Mateřovský potok

## Vodní režim
Průměrný průtok činí 1,52 m³/s.